# 茨城県道158号上金沢栃原線
茨城県道158号上金沢栃原線（いばらきけんどう158ごう かみかねさわとちはらせん）は、茨城県久慈郡大子町内の県道である。

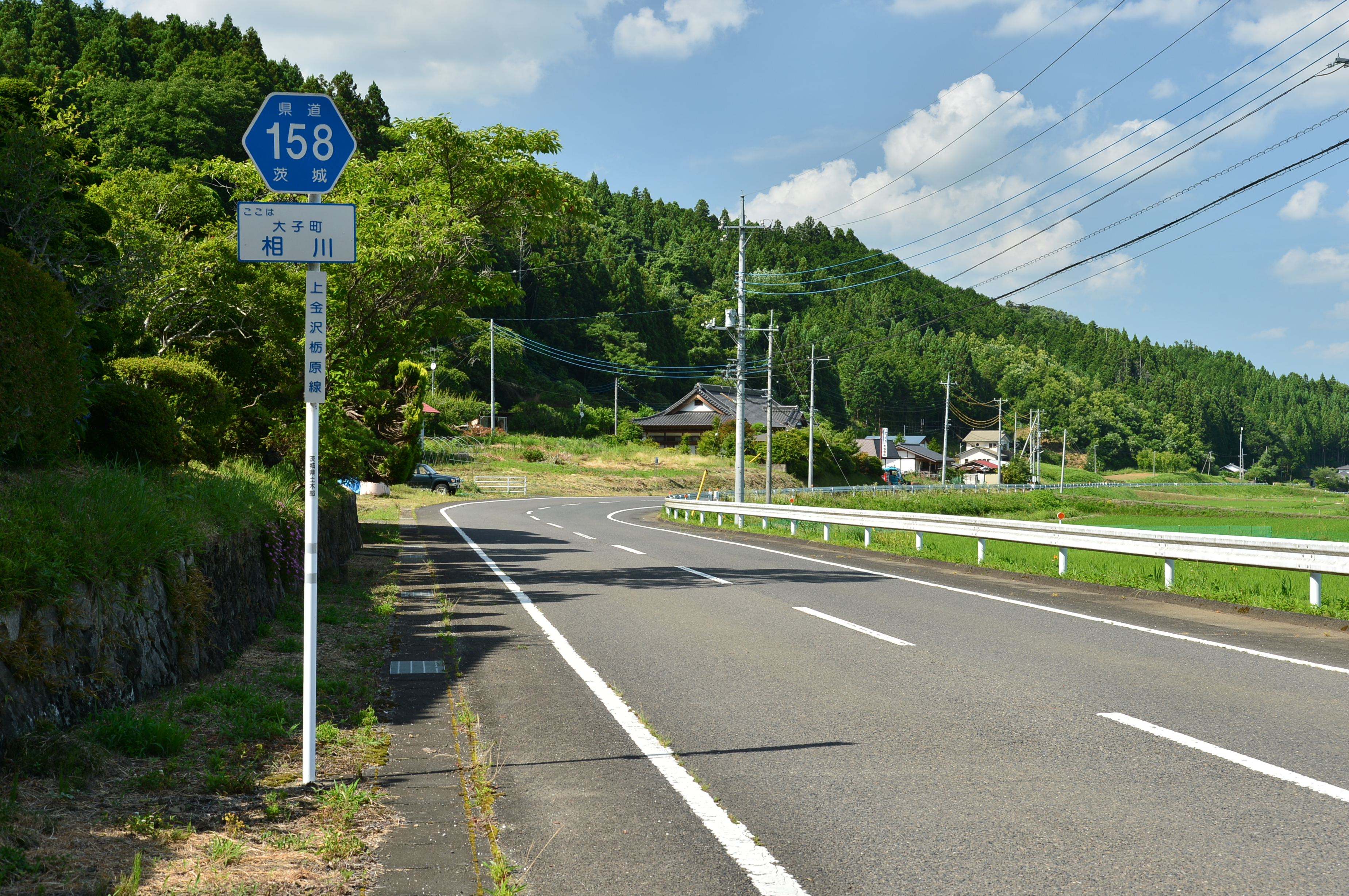
茨城県道158号上金沢栃原線
大子町相川（2018年7月）

## 概要
大子町上金沢の国道461号より分岐南下し、久慈川水系押川支流の相川の流れに沿って山を登り、大子町栃原新田の茨城県道32号大子美和線に接続する延長約10キロメートル (km) の路線。八溝山地の尺丈山系の峠越えは約2.5 kmの不通区間となっており、上金沢側と栃原側の双方から本路線に入っても山中で行き止まりとなり、途中の抜け道はない。栃原側は、約1 kmが通行可能区間である。

### 路線データ
- 起点：茨城県久慈郡大子町大字上金沢207番地先（国道461号交点）[1]
- 終点：茨城県久慈郡大子町大字栃原994番地先（茨城県道32号大子美和線交点）[1]
- 総延長：9.887 km[2]
- 重用延長：なし[2]
- 未供用延長：なし[2]
- 実延長：9.887 km[2]
- 自動車交通不能区間延長[注釈 1]：2.529 km[2]

## 歴史
1977年（昭和52年）2月14日、前身にあたる県道上金沢頃藤線（久慈郡大子町大字上金沢 - 大字頃藤、整理番号197）の一部が主要地方道（県道大子美和線）へ昇格となることに伴って路線廃止され、同路線の残存区間を新規路線として、起点を久慈郡大子町大字上金沢、終点を同町大字栃原とする県道上金沢栃原線（整理番号197）として認定された。のちに1995年（平成7年）に、茨城県道の路線再編により整理番号158に変更されて現在に至る。

### 年表
- 1959年（昭和34年）10月14日
現在の路線の前身にあたる県道上金沢頃藤線（久慈郡大子町大字上金沢の主要地方道大子黒羽線分岐から久慈郡大子町大字頃藤の二級国道水戸郡山線交点まで、図面対照番号138）が路線認定される[6]。
- 1977年（昭和52年）2月14日
  - 県道上金沢栃原線（整理番号197）として路線認定される[4]。
  - 道路区域が、久慈郡大子町大字上金沢 - 同町大字栃原（9.0361km）に決定する[1]。
  - 同時に、県道上金沢頃藤線（整理番号197）が廃止される[3]。
- 1995年（平成7年）3月30日：整理番号197から現在の番号（整理番号158）に変更される[5]。

## 交通量
- 久慈郡大子町栃原883：22台[7]

## 地理

### 通過する自治体

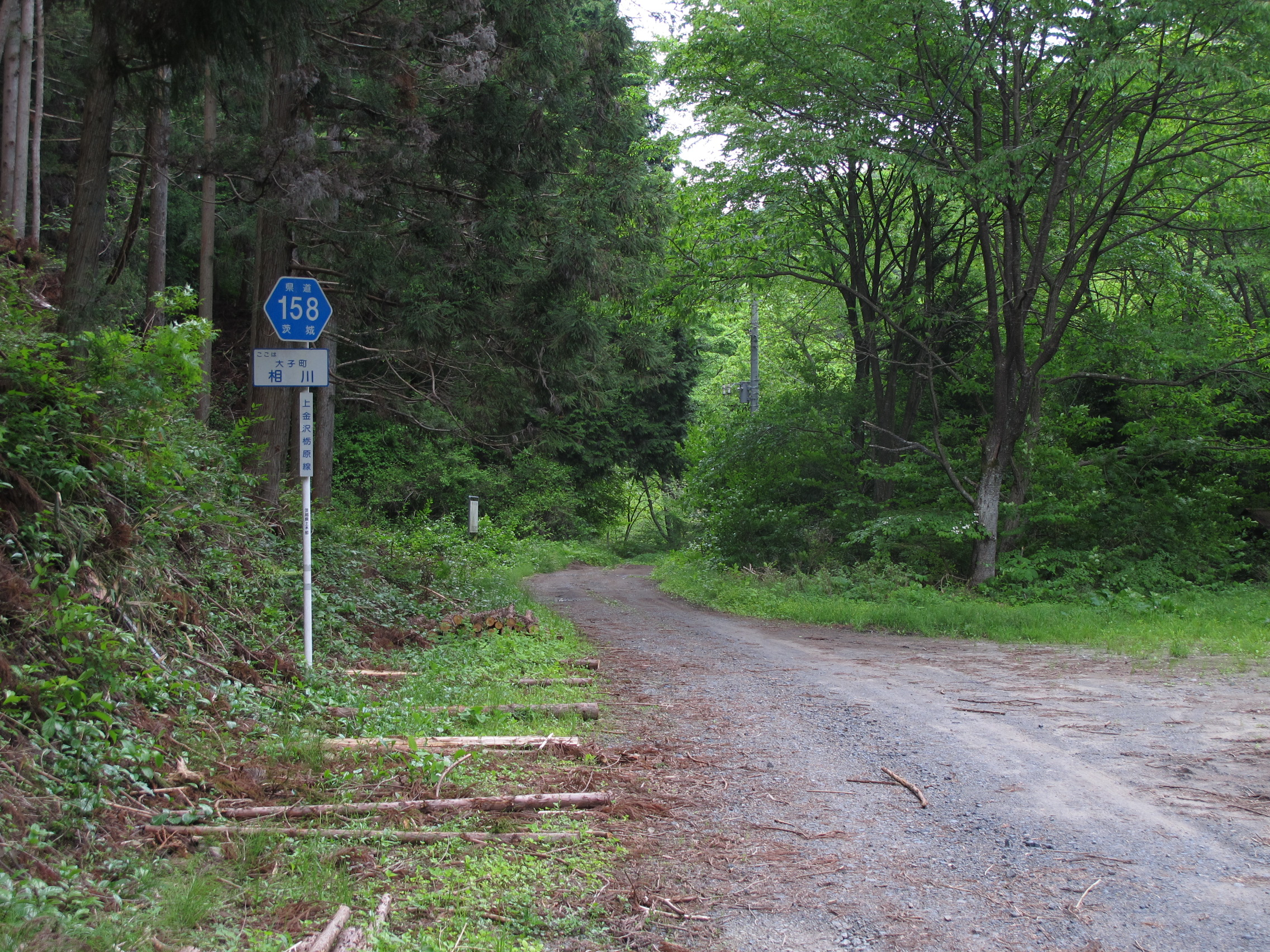
大子町相川（2012年5月）
不通区間付近はダートとなっている

- 茨城県
  - 久慈郡大子町（一部通行不能区間あり）